# 哈里·韦伯斯特
哈里·韋伯斯特，CBE（全名：Henry George Webster，1917年5月27日—2007年2月6日），英國汽車工程師，於1950至60年代為凱旋汽車公司設計了多款標誌性的型號。
生於英國汽車工業重鎮高雲地利，於韋斯浦縣立學校和高雲地利科技學院畢業，韋伯斯特於1932年成為標準汽車公司的學徒，由於公司的收購合併，1946年開始為凱旋汽車公司工作，並幫助恢復了該品牌的形象。1967年獲委任為利蘭的首席執行工程師，1974年獲頒發大英帝國勳章以表揚他對英國汽車業的貢獻。